# HC Dinamo Minsk
El HC Dynamo-Minsk (en ruso: Дина́мо-Минск; en bielorruso: Дынама-Мінск, Dynama-Minsk) es un club profesional de hockey sobre hielo con sede en Minsk, Bielorrusia. Son miembros de la División Bobrov de la Kontinental Hockey League. El club fue fundado en 1948 y forma parte de la sociedad Dinamo Minsk.
El Dinamo se ha clasificado para los playoffs de la KHL (Copa Gagarin) cuatro veces: en las temporadas 2010-11, 2011-12, 2014-15 y 2016-17 KHL. El equipo no ha ganado una sola ronda en los playoffs de la Copa Gagarin, perdiendo en las cuatro series.

## Palmarés

### Campeonatos
Bielorrusia
- Extraliga: (1): 2007
- Copa de Bielorrusia (2):  2005, 2006

 BSSR
- Liga soviética bielorrusa: (2): 1968, 1970

 Europa
- Copa Spengler (1): 2009

 Bielorrusia
- Memorial Salei: (1): 2014